# Beaufort-en-Argonne
Beaufort-en-Argonne – miejscowość i gmina we Francji, w regionie Grand Est, w departamencie Moza.
Według danych na rok 1990 gminę zamieszkiwały 174 osoby, a gęstość zaludnienia wynosiła 16 osób/km² (wśród 2335 gmin Lotaryngii Beaufort-en-Argonne plasuje się na 871. miejscu pod względem liczby ludności, natomiast pod względem powierzchni na miejscu 543.).